# Richard Atwater
Richard Atwater (* 29. Dezember 1892 in Chicago; † 21. August 1948) war ein US-amerikanischer Journalist, Universitätsdozent und Kinderbuchautor.

## Leben
Richard Atwater studierte, lebte und arbeitete in Chicago. 1921 heiratete er Florence Hasseltine Carroll, mit der er zwei Töchter bekam. Atwater lehrte eine Zeitlang Griechisch an der Universität und schrieb unter anderem für die Chicago Evening Post, die Chicago Daily News, die Chicago Tribune und den Herald-Examiner sowie für die Zeitschrift The Chicagoan, die sich mit Themen aus Kunst und Literatur beschäftigte. Für seine Kolumnen verwendete er das Pseudonym „Riq“.
Sein Buch Rickety Rhymes of Riq erschien 1925, 1931 kam Doris and the Trolls heraus. Er schrieb außerdem eine Kinderoper mit dem Titel The King's Sneezes. Ein weiteres Buch trug den Titel The Secret History of Procopius.
1932 sah Atwater einen Dokumentarfilm über die Antarktisexpedition Richard E. Byrds, was ihn zu einem Text inspirierte, aus dem später das Kinderbuch Mr. Popper's Penguins wurde. Das Manuskript mit dem Titel Ork! wurde von zwei Verlegern abgelehnt. Nachdem Richard Atwater 1934 einen Schlaganfall erlitten hatte, konnte er selbst nicht mehr schreiben und das Buch, das unter dem Titel Mr. Poppers Pinguine auch in deutscher Sprache erschienen ist, wurde von seiner Frau Florence um- und fertiggeschrieben. Sie gestaltete die Geschichte um eine Pinguingruppe realistischer, als ihr Mann es getan hatte. Das Buch wurde von Robert Lawson illustriert. Es erschien 1938, blieb über Jahrzehnte ein Bestseller der Kinderliteratur und erhielt zahlreiche Auszeichnungen, darunter den Newbery Honor.